# Kosmiczne latte
Kosmiczne latte – średni kolor Wszechświata, mniej więcej biało-beżowy. Opracowany w 2001 przez zespół astronomów z Uniwersytetu Johnsa Hopkinsa: Karla Glazebrooka i Ivana Baldry'ego. Nazwa wzięła się z podobieństwa tego koloru do typowej barwy Caffè latte.

## Historia
Na początku w 2001 roku, z powodu błędu w obliczeniach, myślano, że średni kolor wszechświata to turkusowy, jednak błąd ten poprawiono w 2002. Błąd wynikał z niepoprawnego obliczania koloru białego przez program, którego używali badacze.
Głównym celem projektu było badanie procesu formowania się gwiazd i ich wieku przez analizę widmową galaktyk. Podczas pracy zbadano ponad 200 tysięcy galaktyk i ustalono, że najwięcej gwiazd we wszechświecie uformowało się około 5 miliardów lat temu. Od tamtego czasu liczba gwiazd, które się tworzą, ciągle maleje. W przyszłości średni kolor wszechświata będzie się przesuwał w stronę czerwieni, ponieważ młodsze i gorętsze niebieskie gwiazdy będą się ochładzać, zamieniając się w żółte i czerwone.
Nazwę koloru zaproponowali czytelnicy „The Washington Post”. Wśród innych propozycji były między innymi:
- Cappuccino Cosmico
- Blush
- Kosmiczny Krem
- Astronomiczny Migdałowy
- Kosmiczne Khaki
- Skyvory[a]